# Viršuliškės

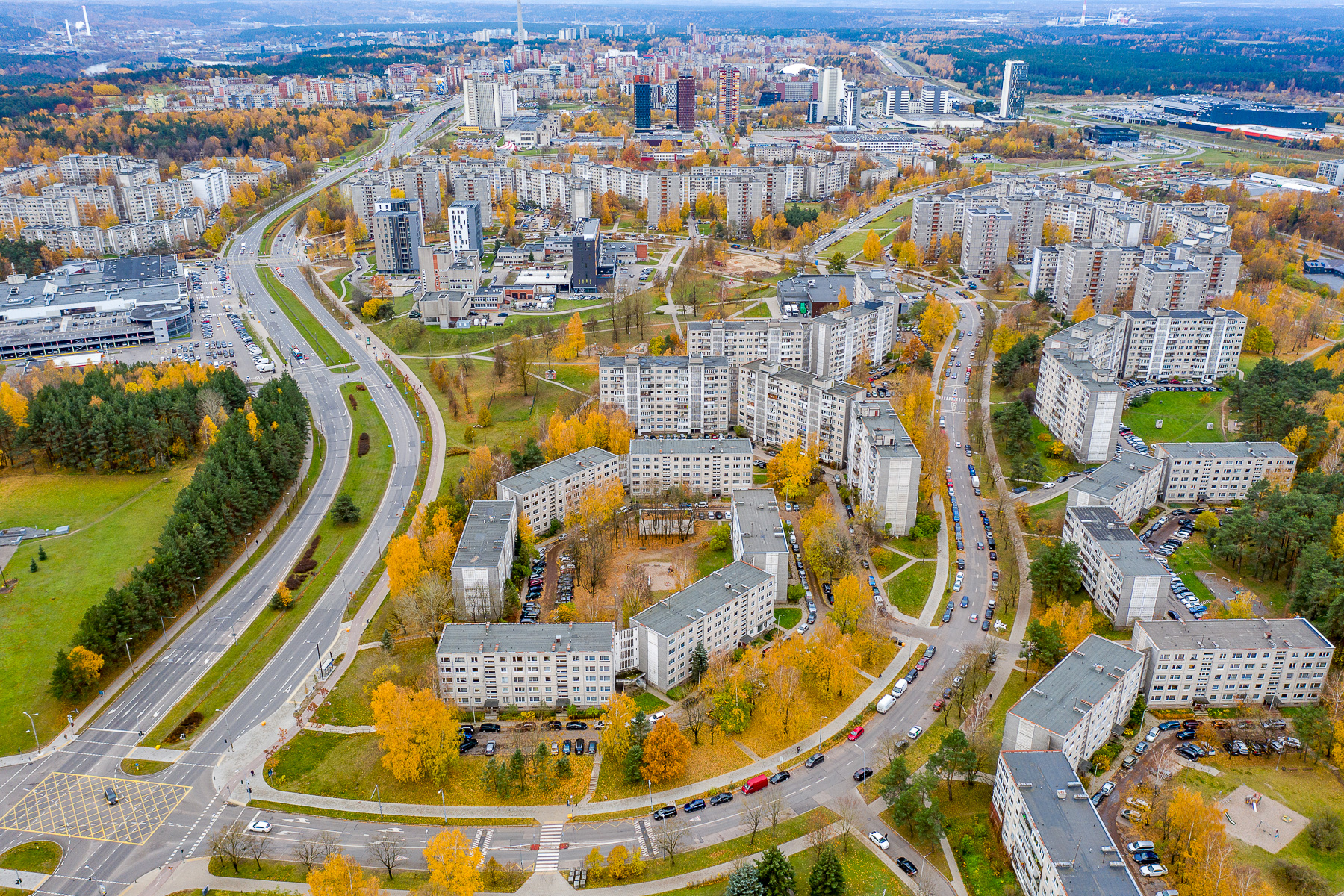
Viršuliškių g. (Straße)

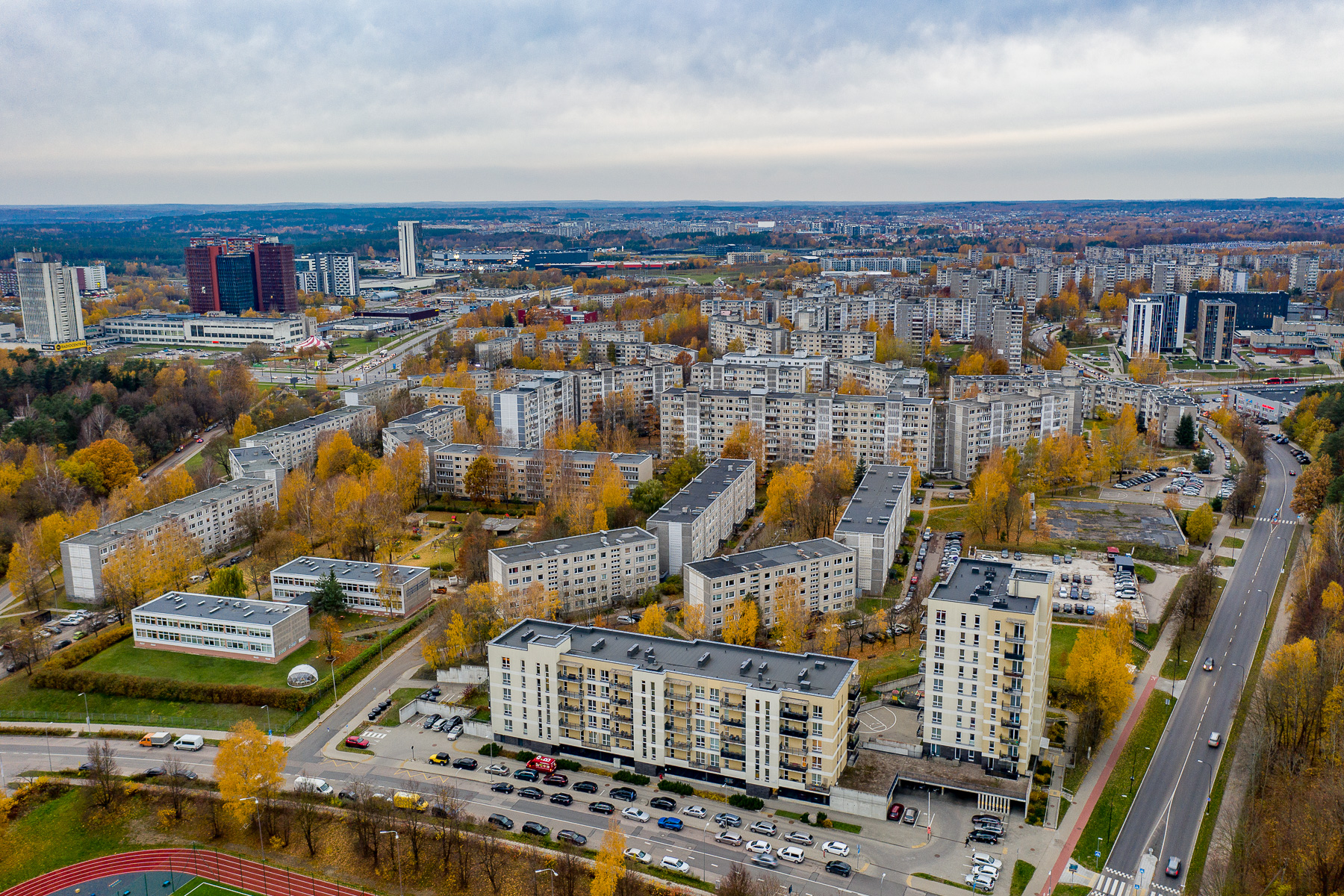
Viršuliškių g. (Straße)

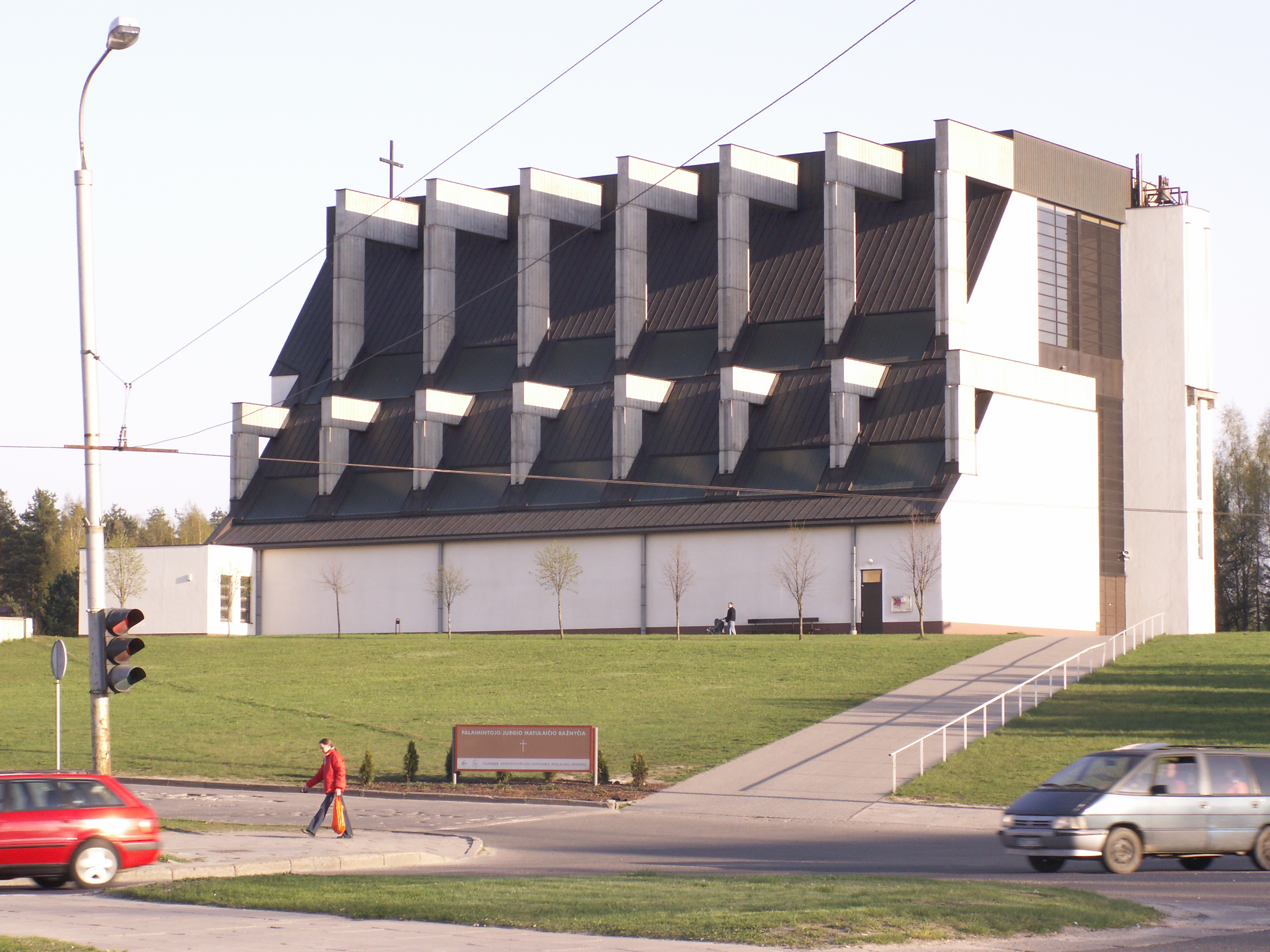
Kirche Viršuliškės

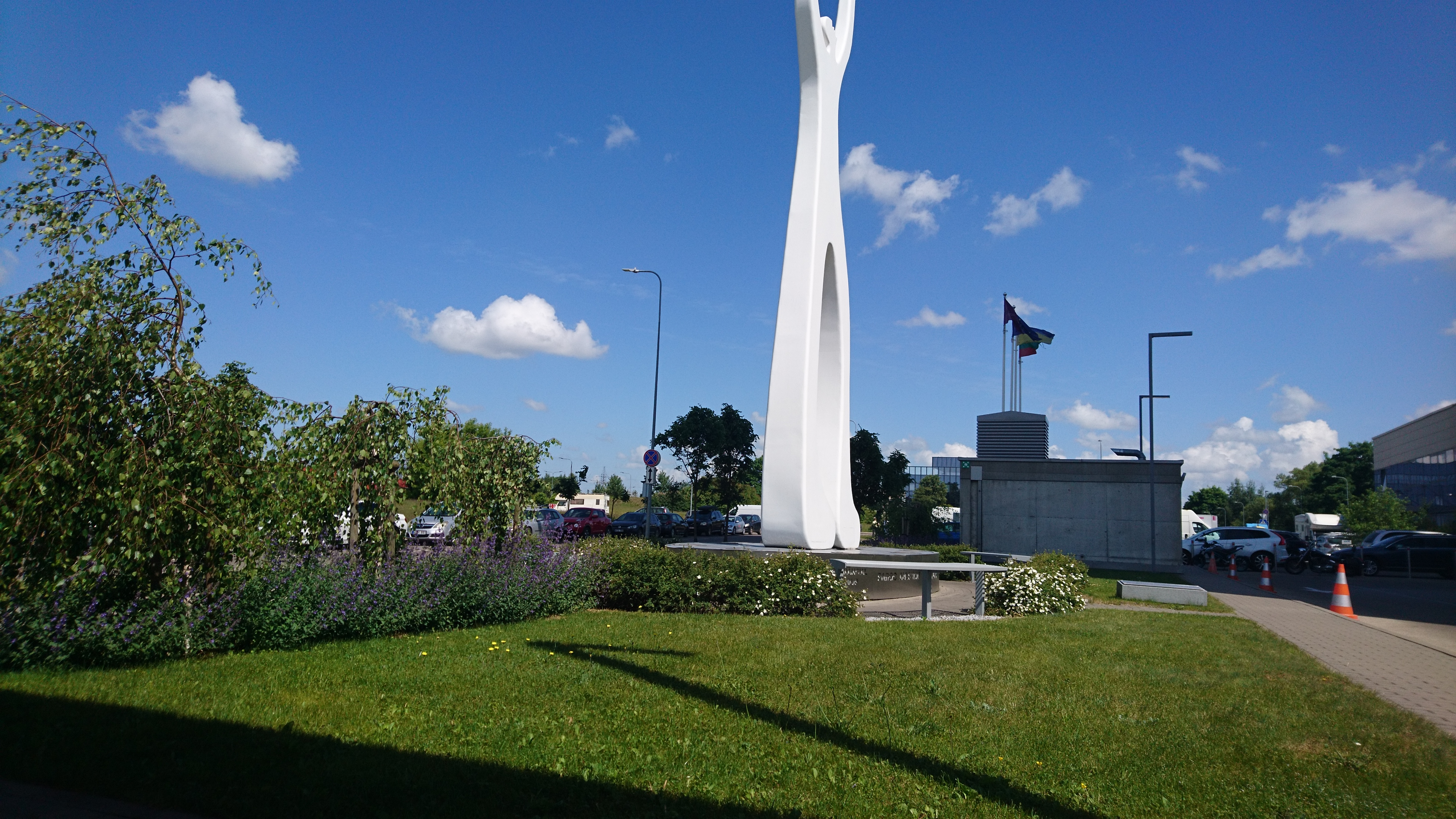
Finnland-Platz (Suomijos aikštė)

Wohnhochhäuser-Komplex Skylum

Wohnhochhäuser-Komplex Viršuliškės-Pärchen, gebaut 2006

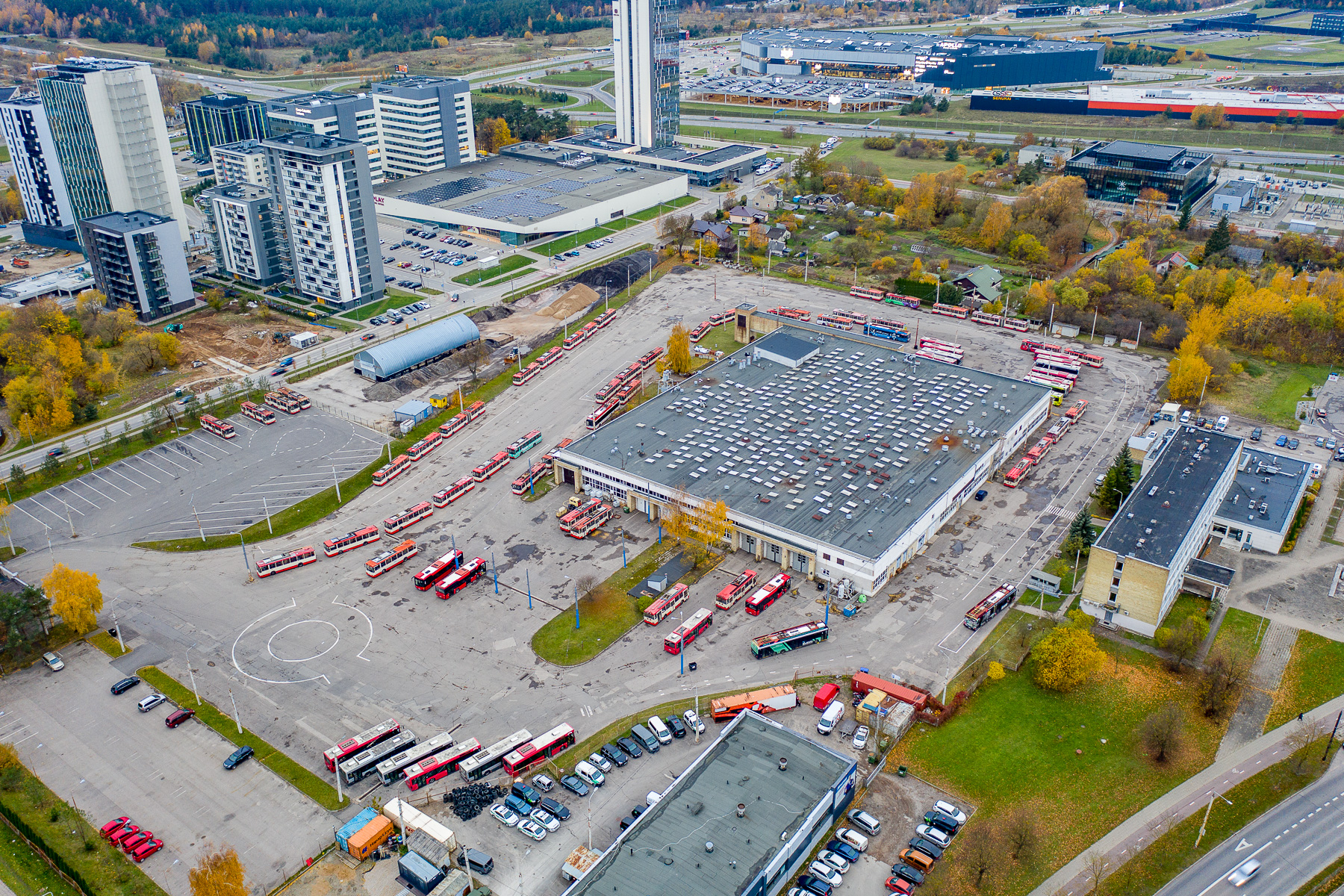
Oberleitungsbus-Park

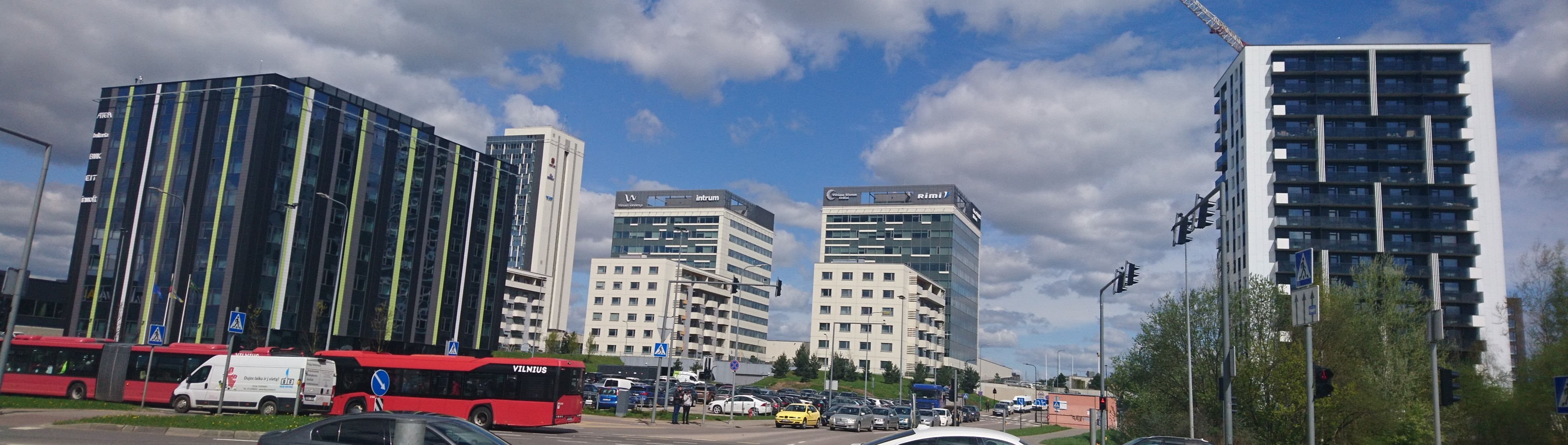
Bürogebäude

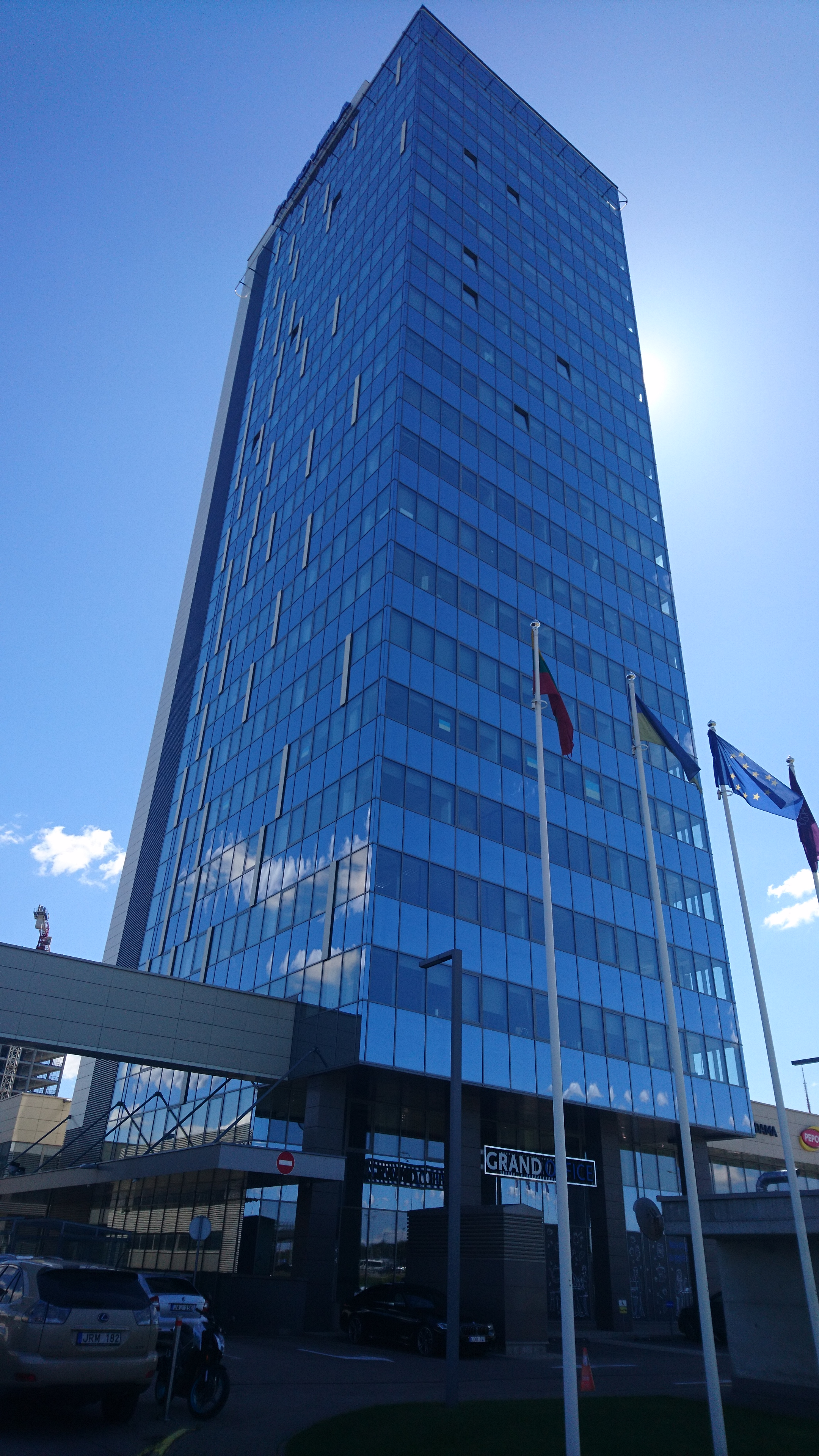
Bürogebäude Grand Office

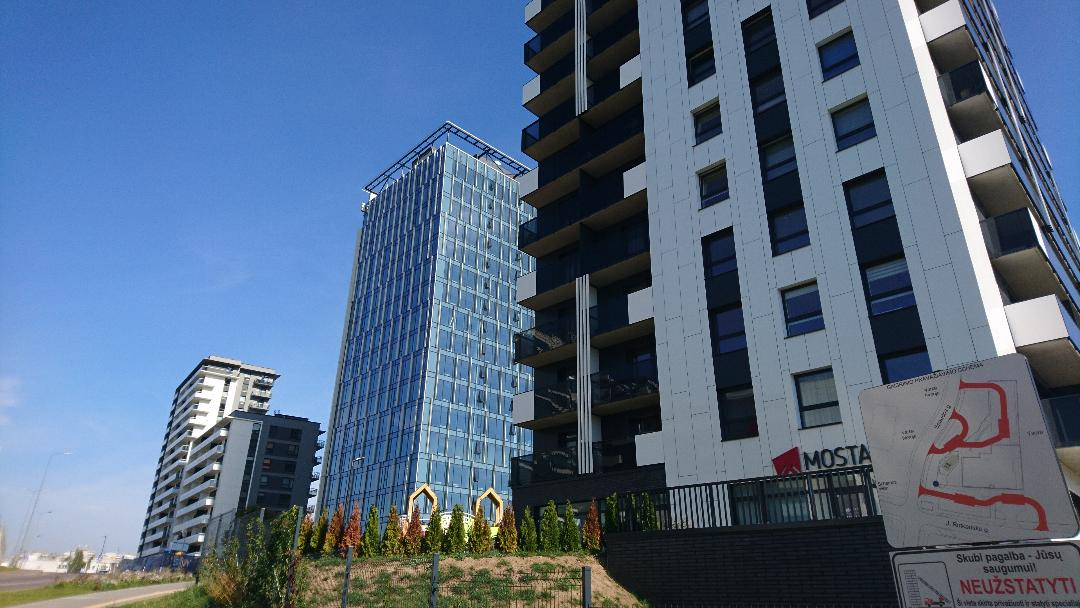
Horizon, Sky Office und Sky Home

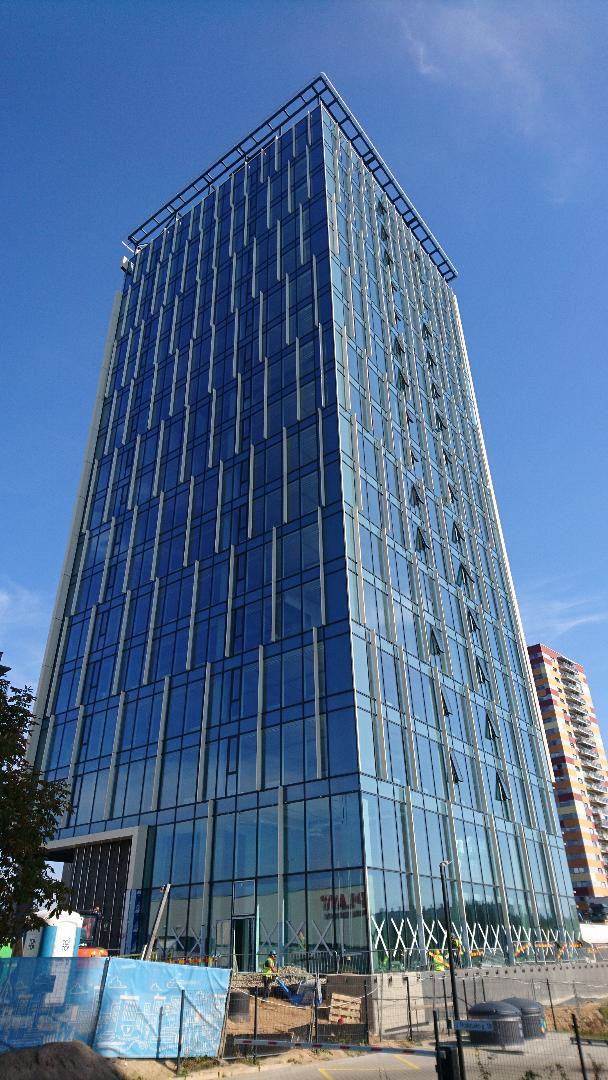
Sky Office (Vilnius)

Viršuliškės (polnisch Wierszuliszki) ist einer der neuesten Stadtteile der litauischen Hauptstadt Vilnius, einer der 21 Stadtbezirke von Stadtgemeinde Vilnius, ein Amtsbezirk (Viršuliškių seniūnija). Während der nationalen Wahlen gehört der Stadtteil dem Wahlkreis Justiniškės–Viršuliškės (lit. Justiniškių–Viršuliškių (Nr. 7) apygarda) mit 32.515 Wählern (2020).

## Lage
Viršuliškės befindet sich nordwestlich des Stadtzentrums, zwischen den Stadtteilen Karoliniškės, Justiniškės, Pašilaičiai, Žvėrynas, Šeškinė und Pilaitė am Pilaitės prospektas. Die wichtigsten Straßen sind Laisvės prospektas, Pilaitės prospektas, Westumgehung Vilnius und Viršuliškių gatvė. Andere sind Justiniškių gatvė, Viršilų gatvė, Šešuolių gatvė, Viršuliškių skersgatvis, Spaudos gatvė, Juozo Rutkausko gatvė, Vito Lingio gatvė, Ąžuolyno gatvė, Ozo gatvė, Č. Sugiharos gatvė, Poligrafijos gatvė, Tujų gatvė.

## Geschichte
Viršuliškės als Ort wurde zum ersten Mal im 16. Jahrhundert urkundlich erwähnt. Damals hieß das Dorf, das zum Gutshof und zur Pfarrei Pilaitė gehörte, Wierszuliszki (polnisch). Ende des 19. Jahrhunderts lag Viršuliškės in der Wolost von Riešė, im Besitz von Fričinskis (1865). 1880 gab es 86 Einwohner und 1905 schon 185. Das Dorf war in der Zwischenkriegszeit einer der größten westlichen Vororte von Vilnius. 1931 wohnten hier 311 Einwohner. Erst 1955 wurde es größtenteils Teil der litauischen Hauptstadt. 1979 wohnten im Dorf Viršuliškės 27 Einwohner, die zum Umkreis Buivydiškės der Rajongemeinde Vilnius gehörten. Einige Dorfhäuser sind bis heute auch im Gebiet des Mikrodistrikts Viršuliškės geblieben und weiter bewohnbar.
Der sowjetische Stadtbezirk wurde in dem Gebiet gebildet, in dem sich das gleichnamige Dorf befand. Das Bauprojekt wurde 1973 von Urbanisten Birutė Kasperavičienė (1926–1976) und Juozas Zinkevičius ausgearbeitet. Die Ansiedlung in großflächigen Hochhäusern des neuen Stadtteils begann mit der Massenbebauung eines Wohngebietes im Jahr 1977 in Sowjetlitauen. Der Distrikt wurde hauptsächlich in den Jahren von 1976 bis 1978 erbaut und ist eine Gruppe von drei Mikrodistrikten. Die älteren Wohnhäuser des Stadtteils zeichnen sich durch ihre Balkone, interessante Fassaden von durchbrochenen Flachhäusern und Verbindungen aus. In vielen Ackerflächen, die vor dem Bau des Viertels leer waren, wurden zahlreiche Grünanlagen (Bäume, Gebüsche) errichtet.
Während der tragischen Ereignisse im Januar 1991 wurde das Pressehaus Vilnius von sowjetischen Truppen überrannt und beschossen. Von 1991 bis Dezember 1996 baute man die katholische Kirche Viršuliškės. Der Gottesdienst findet heute auf Litauisch und Polnisch statt. Im April 1994 wurde die Schönheitstherapie und chirurgische Klinik „Sugihara“, eine der ersten und größten Spezialkliniken für ästhetische Medizin in den baltischen Staaten gegründet.
Nach dem litauischen Beitritt zur EU baute man einige moderne Bürogebäude und Wohnhochhäuser. 2011 gab es 14.733 angemeldete Einwohner. Eine aktive Erweiterung des urbanistischen Hügels von Viršuliškės ist auch im dritten Jahrzehnt des 21. Jahrhunderts vorgesehen.

## Verwaltung
Der Amtsbezirk Viršuliškės (Viršuliškių seniūnija) beträgt 2,5 Quadratkilometer und hat 5 Unterbezirke (seniūnaitija): Ozo, Viršuliškės, Lūžiai, Mokslo (früher Spaudos) und Tujų. Der Sitz des Amtsbezirks befindet sich unter Viršuliškių g. 53.

## Verkehr

### Öffentlicher Personennahverkehr
Viršuliškės wird von mehreren Obus- (7, 16, 18, 19) und Buslinien (2G, 4G, 7, 30, 32, 54, 55, 63, 75) bedient. Die Haltestellen sind Viršuliškės, Sietyno st., Piliakalnio st., Spaudos rūmai, Palaimintojo Jurgio Matulaičio bažnyčia, Kaukaro.

### Linien
| Nr. | Oberbus-Linien                                                            |
| --- | ------------------------------------------------------------------------- |
| 7   | Bahnhof Vilnius – Žvėrynas – Spaudos Rūmai – Justiniškės – Pašilaičiai    |
| 16  | Bahnhof Vilnius – Lazdynai – Karoliniškės – Viršuliškės – Pašilaičiai     |
| 18  | Pašilaičiai – Justiniškės – Spaudos Rūmai – Žemieji Paneriai – Titnago g. |
| 19  | Pašilaičiai – Viršuliškės – Konstitucijos pr. – Antakalnis – Saulėtekis   |

| Nr. | Buslinien                                               | Bemerkung  |
| --- | ------------------------------------------------------- | ---------- |
| 2G  | Santariškės – Laisvės pr. – Bahnhof Vilnius             | Expressbus |
| 4G  | Pilaitė – Konstitucijos prospektas – Saulėtekis         | Expressbus |
| 7   | Šiaurės miestelis – Ozo g. – Lazdynai                   |            |
| 30  | Pilaitė – Konstitucijos pr. – Kalvarijų g. – Antakalnis |            |
| 32  | Žvėrynas – Zujūnai – Pašilaičiai                        |            |
| 54  | Pilaitė – Bahnhof Vilnius                               |            |
| 55  | Lazdynai – Santariškės                                  |            |
| 63  | Žvėrynas – Pilaitės pr. – Karveliškės                   |            |
| 75  | Pilaitė – Santariškės                                   |            |

## Objekte
Im Stadtteil Viršuliškės befinden sich die katholische Kirche des seligen Jurgis Matulaitis (gebaut 1996), drei Friedhöfe (der alte Friedhof Viršuliškės, der katholische Friedhof Sudervė und Jüdischer Friedhof Sudervė), der Waldpark Viršuliškės mit Betonskulpturen, seit 1990 die dekorative Skulptur „Giesmė“ (Autor Skulptor Vladimiras Kančiauskas), drei Plätze (Andrei-Sacharow-Platz am Pressehaus Vilnius, Jurgis-Matulaitis-Platz an der Kirche und Finnland-Platz mit der Skulptur Suomis, Der Finne).
In Viršuliškės befindet sich das 2. Oberleitungsbusdepot mit dem Verwaltungssitz des kommunalen Personenverkehrsunternehmens Vilniaus viešasis transportas, die Zentrale von Litauischen Landstreitkräften (Viršuliškių g. 36). Seit Oktober 2003 gibt es das Viršuliškės-Gemeinschaftszentrum „Giesmė“ mit 2009 eingerichtetem Lesesaal und einer kleinen Bibliothek. Früher gab es auch ein Postamt (Vilniaus 56-asis paštas). Jetzt sind viele Paketautomate und Packstationen als Selbstbedienungsautomate (Selbstbedienungsterminale) von DPD, LP Express, Venipak sowie Omniva eingerichtet. Von 1993 bis 2012 beherbergte das Gebäude der Freiwilligenstreitkräfte das Litauische Freiwilligenmuseum.

## Grünanlagen
Viršuliškės liegt in einer von sanften Hügeln und Tälern geprägten Gegend, die von Žvėrynas durch ein Waldgebiet getrennt ist. Ein Waldteil befindet sich im Schutzgebiet Karoliniškės. Auf dem Gebiet von Viršuliškės gibt es auch einige kleine Waldstücke. Im Park Lūžiai pflanzten Mitglieder der Sozialdemokratischen Partei Litauens anlässlich des 110. Jahrestages der Parteigründung einen Hain mit 110 Eichen, den sie pflegen und durch neue Setzlinge ergänzen. In Zukunft soll Viršuliškės mit Erholungsgebieten und Gesundheitspfaden unweit von Pressehaus ausgestattet werden.

## Urbanistischer Hügel
In Viršuliškės gibt es einen von zwei sog. urbanistischen Hügeln (Stadthügeln) der Stadt Vilnius. Hier sind folgende Bürogebäude: das sowjetische Pressehaus Vilnius (erbaut 1985), „Grand Office“ (gebaut 2014) mit 21 Stockwerken und einer Höhe von 81 Metern, ATEA (2014), Business Center Duetto aus zwei identischen Bürogebäuden mit 10 Stockwerken (gebaut 2018), „Sky Office“ (gebaut 2023); Viršuliškių skg. 48 wird von 2024 bis 2025 geplant.
Zu modernen Mehrfamilienhäusern gehören der Wohnkomplex „Solo City“ mit drei Wohnhäusern (insgesamt 126 Wohnungen), der 2006 gebaute Wohnhochhäuserkomplex Viršuliškės-Pärchen (Viršuliškių Porelė) mit 212 Wohnungen, zwei 2023 gebaute 70 Meter hohe Skylum-Wohnhochhäuser mit insgesamt 414 Wohnungen, 2021 gebautes „Horizon“ mit 152 Wohnungen (Viršuliškių skg. 58), „Western 32“ mit 60 Wohnungen, 2022 gebautes „Sky Home“ mit 115 Wohnungen (Juozo Rutkausko g. 19), 2022 gebautes „S15“ mit 51 Wohnungen (Spaudos g. 15), „Viršuliškių stogai“ (Viršuliškių g. 38) mit 162 Wohnungen und „Viršuliškių skg. 8“ mit 233 Wohnungen.
In den Jahren von 2016 bis 2021 wurden in Viršuliškės insgesamt fast tausend neue Wohnungen verkauft. Von 2022 bis 2025 plant man einen neuen Business Center aus 7 Etagen mit 75 Tiefgaragenstellplätzen, die Wohnkomplexe „Virš šilų rytai“ (Vito Lingio g. 8) und „Newton“ (Viršuliškių Skg. 8), die Wohnprojekte  wie  „Laisvės 45A“  (Laisvės pr. 45), „Romeo ir Džiuljeta“ (Juozo Rutkausko g. 7), Lofthouse „Žuvėdra“ (Buivydiškių g. 36), andere Mehrfamilienhäuser unter Juozo Rutkausko g. 17, Viršilų g. 21 und Laisvės pr. 58.

## Einkauf und Unterhaltung
Neben dem Maxima-XX-Supermarkt ist das Einkaufszentrum PC Mada mit einer Fläche von 34.700 Quadratmetern sehr beliebt. Es beherbergt über 100 Geschäfte für Lebensmittel (IKI), Kleidung, Stoffe und Nähzubehör, Schuhe, Kurzwaren, Accessoires und Schmuck, Kosmetik und Parfümerie sowie eine Stoffgalerie mit Stoffen, Accessoires sowie Leistungen für Schneider und Designer, Optiker, Apotheke, Bank und andere Dienstleistungsunternehmen. Es gibt verschiedene Unterhaltungsangebote (Bowling, Billard, Tischtennis, Sony-Playstation 5 im Amerigo-Club und Poolbillard im Poolclub), ein „Katpėdėlė“-Restaurant mit der litauischen Küche, „Chili Pizza“, ein chinesisches Restaurant „New East“.

## Unternehmen
Den Sitz in Višuliškės haben internationale Firmen (Sweco, Lindorff, „Pernod Ricard Lietuva“), nationale Unternehmen (zum Beispiel, der Presse-Distributor Reitan Convenience Lithuania, die Verwaltung der Handelskette Rimi Lietuva, das Gasunternehmen Dujotekana, Stromversorger Litgrid) und kommunale Betriebe (wie Wasserversorger Vilniaus vandenys, Fernwärmeversorger Vilniaus šilumos tinklai, das Personennahverkehrsunternehmen Vilniaus viešasis transportas).

## Gesundheit
Anders als Nachbargebiete wie Šeškinė oder Karoliniškės hat Viršuliškės keine Poliklinik; die nächste ist die Poliklinik Karoliniškės. Es gibt eine Abteilung des privaten Medizinischen Versorgungszentrums Sveikatos klinika (9 Hausärztinnen), eine Filiale mit Hausärzten des Blutuntersuchungslabor ANTĖJA, etwa 7 private Zahnarzt-Praxen.

## Sport

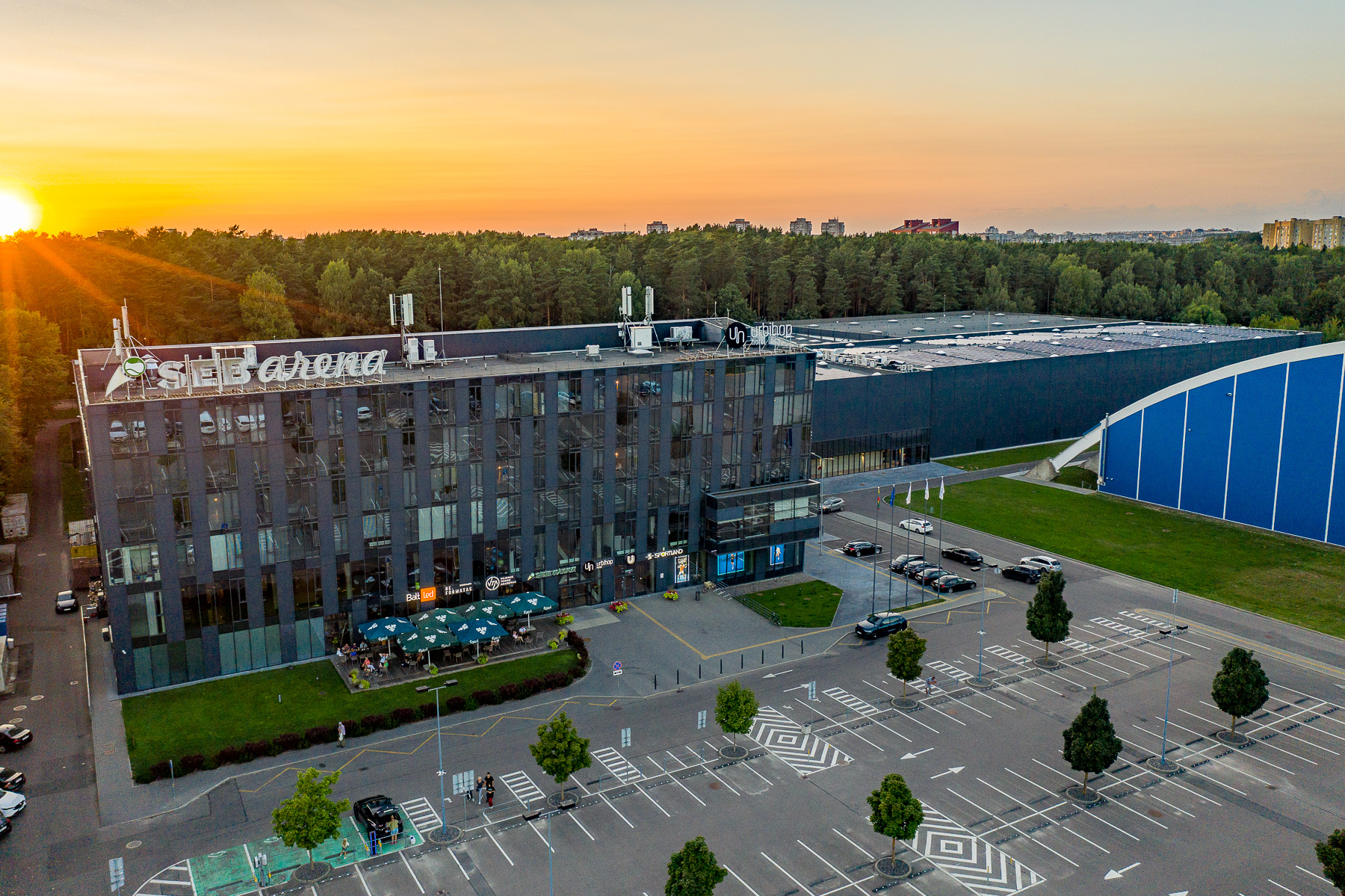
SEB Arena

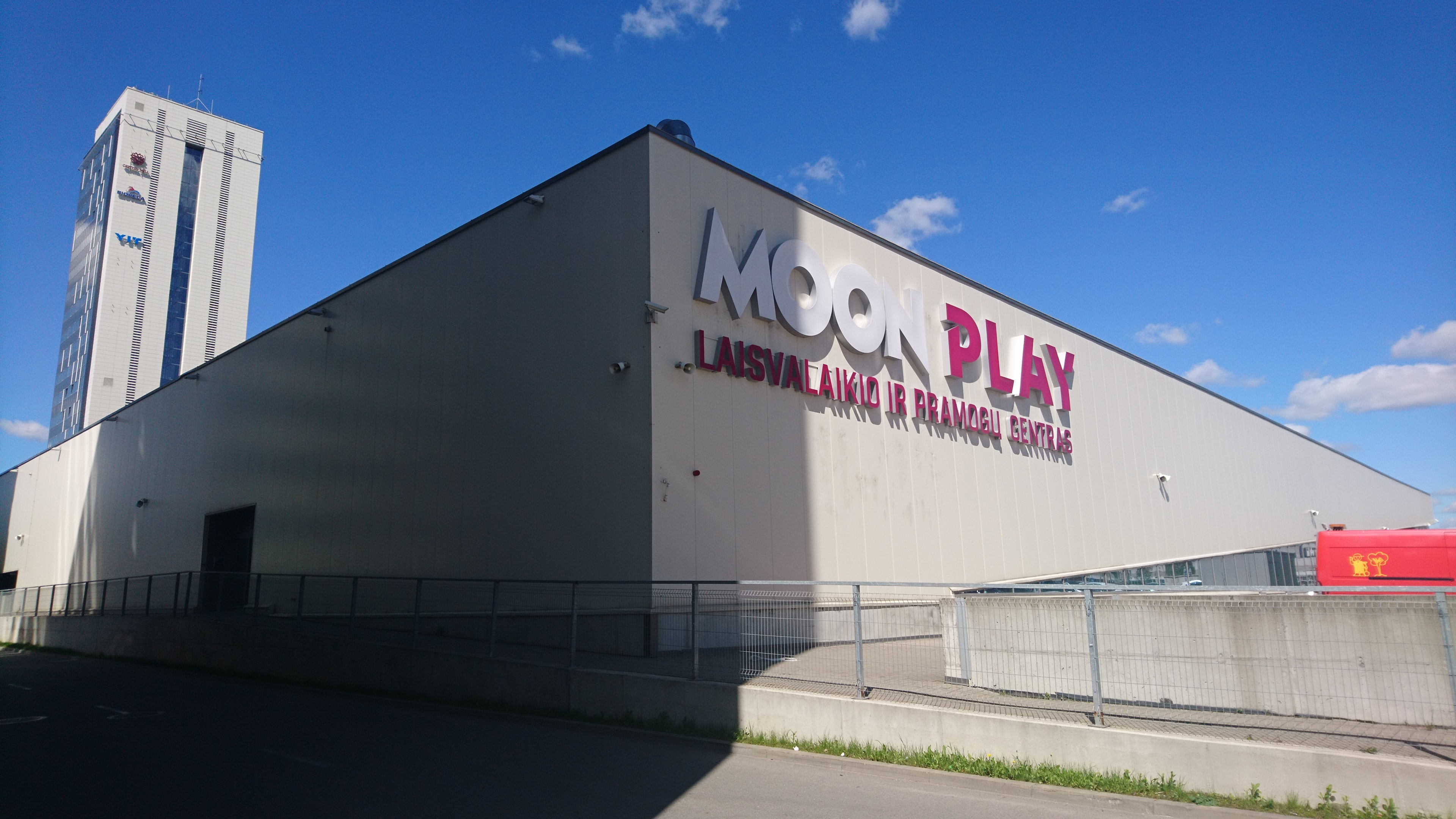
Padel-Arena

Es gibt die Tenniss-Sportstätte SEB Arena, die die Standards der Association of Tennis Professionals (ATP) erfüllt (von 2009 bis 2010 fanden die Davis-Cup-Begegnungen statt). Eine Padel-Arena befindet sich im ehemaligen Unterhaltungszentrum „Moon Play“. In der Sportima Arena gibt es einen Fußballplatz von 8000 m²; hier fanden die Wettkämpfe bei Ringer-Europameisterschaften 2009, Fußballwettbewerbe der baltischen Vereinsmannschaften (Baltic League 2007 und 2008) statt. Im Einkaufszentrum PC Mada gibt es Bowling-Club. Multifunktionale Sport- und Unterhaltungsarena Smėlio Arena hat Spielplätze für Beach-Volleyball und Beachtennis.

## Bildung
In Viršuliškės befinden sich mehrere allgemeinbildende Einrichtungen wie die litauische Hauptschule Viršuliškės, eine Filiale des litauischen privaten Saulės-Gymnasiums, russische Lew-Karsawin-Schule Vilnius, polnisches Johannes-Paul-II.-Progymnasium Vilnius, die Jonas-Ivaškevičius-Jugendschule und die Atgajos-Sonderschule Vilnius. Es gibt auch eine Berufsschule der Baumitarbeiter Vilniaus statybininkų rengimo centras (Laisvės pr. 53), 5 kommunale Kindertagesstätten (eine davon russischsprachig) und ein privater Kindergarten. Bis 2024 gab es auch die Internationale Hochschule für Recht und Wirtschaft.

## Schule Viršuliškės
Die heutige litauische Viršuliškės-Schule Vilnius (lit. Vilniaus Viršuliškių mokykla) wurde als die 45. Sekundarschule Vilnius in Sowjetlitauen 1977 gegründet. Aufgrund der Verordnung vom 21. Juni 1994 des Vorsitzenden des Stadtrats von Vilnius erhielt die Schule den Namen Viršuliškių. 2013 wurde sie in eine Hauptschule umgewandelt. 2022 lernten hier 605 Schüler. Unter Absolventen ist Politikerin Agnė Zuokienė (* 1971), Seimas-Mitglied.

## Kindertagesstätten
In Viršuliškės sind folgende kommunale Kinderkrippen-Kindergärten (lit. lopšelis-darželis):
- „Puriena“ (Tujų g. 1)
- „Jurginėlis“ (Justiniškių g. 47)
- „Zylutė“ (Justiniškių g. 45), russisch
- „Gluosnis“ (Justiniškių g. 65)
- „Žilvitis“ (Viršuliškių g. 9)

## Bildungseinrichtungen

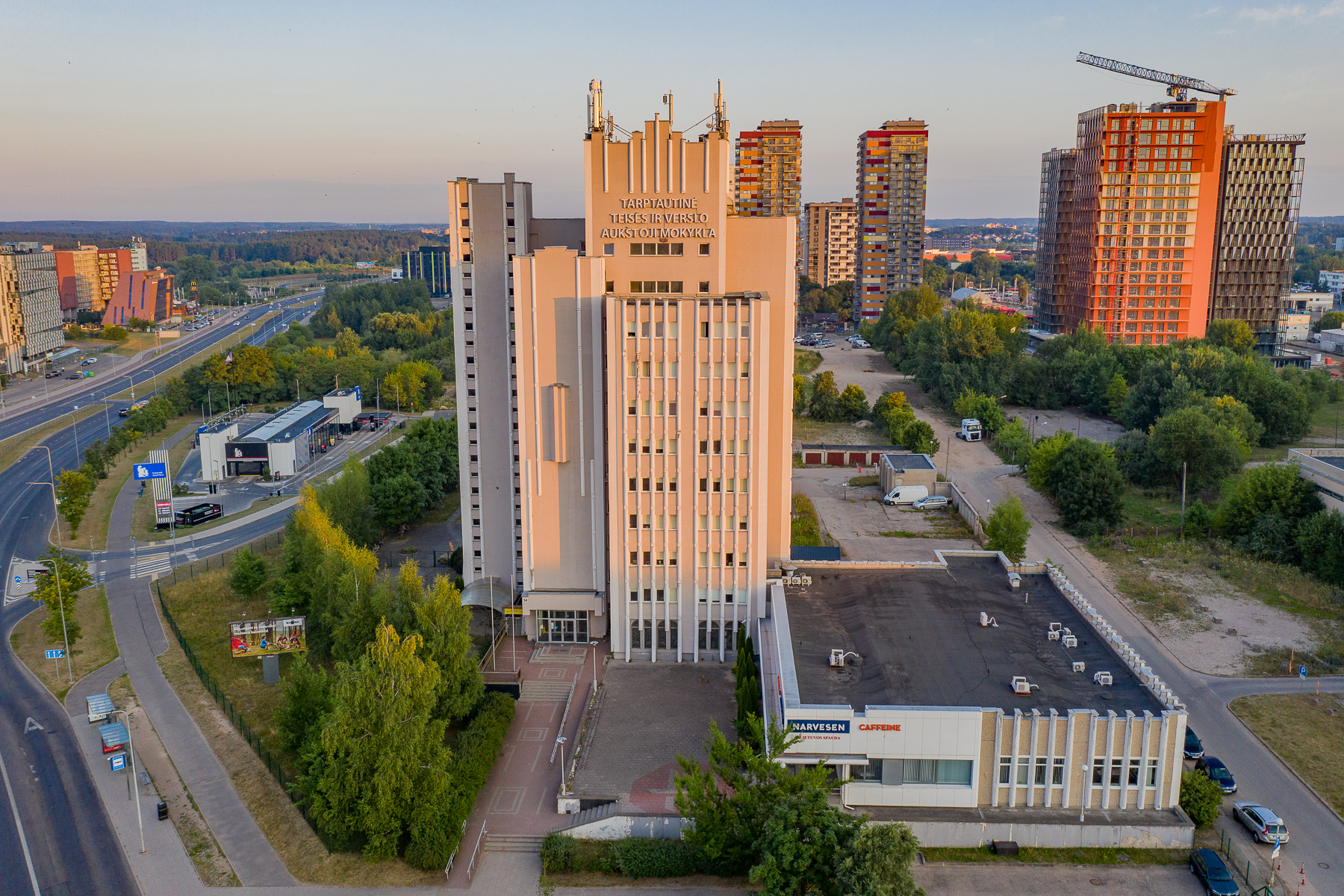
Wirtschaftshochschule
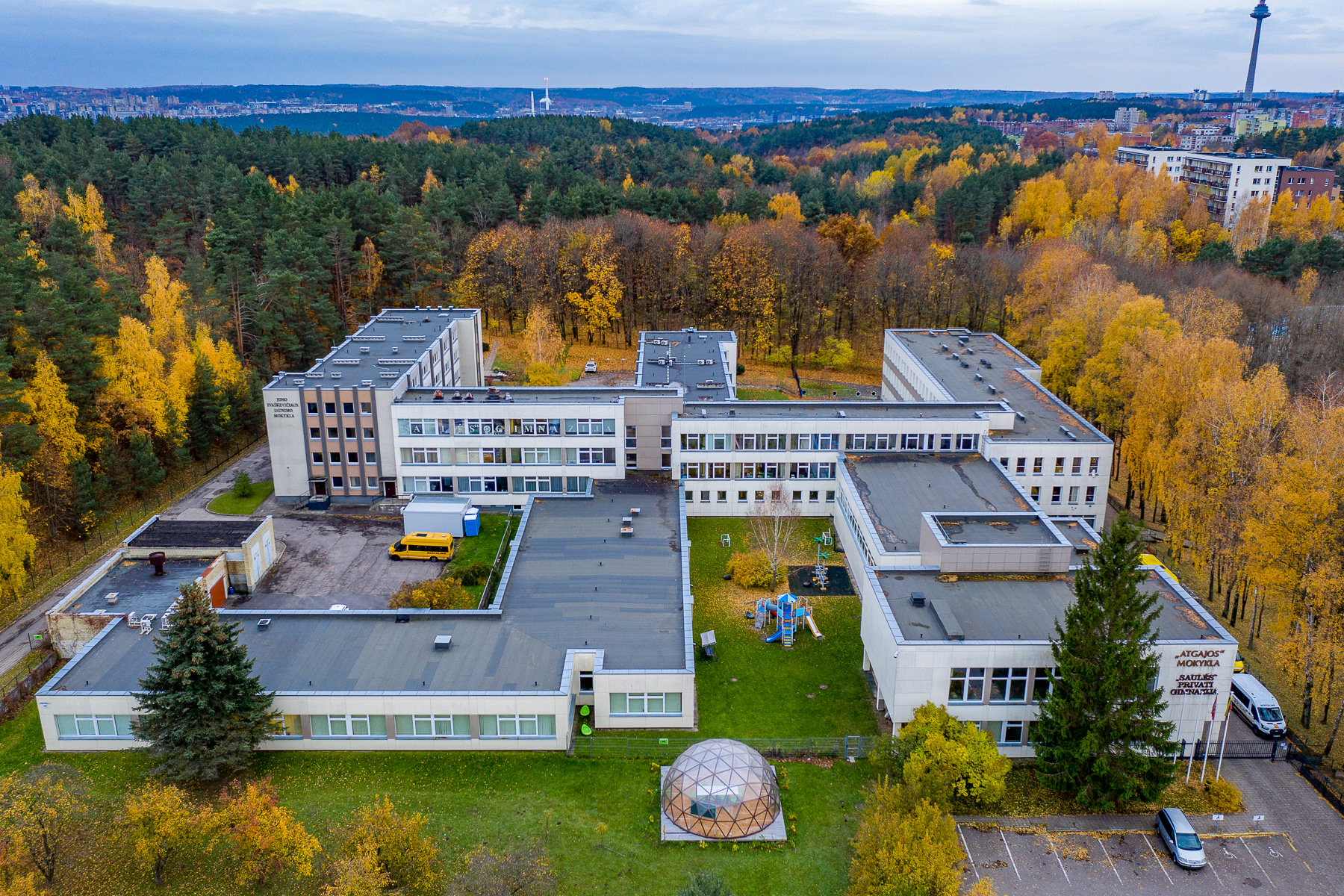
Atgajos-Sonderschule Vilnius Privates Saulės-Gymnasium
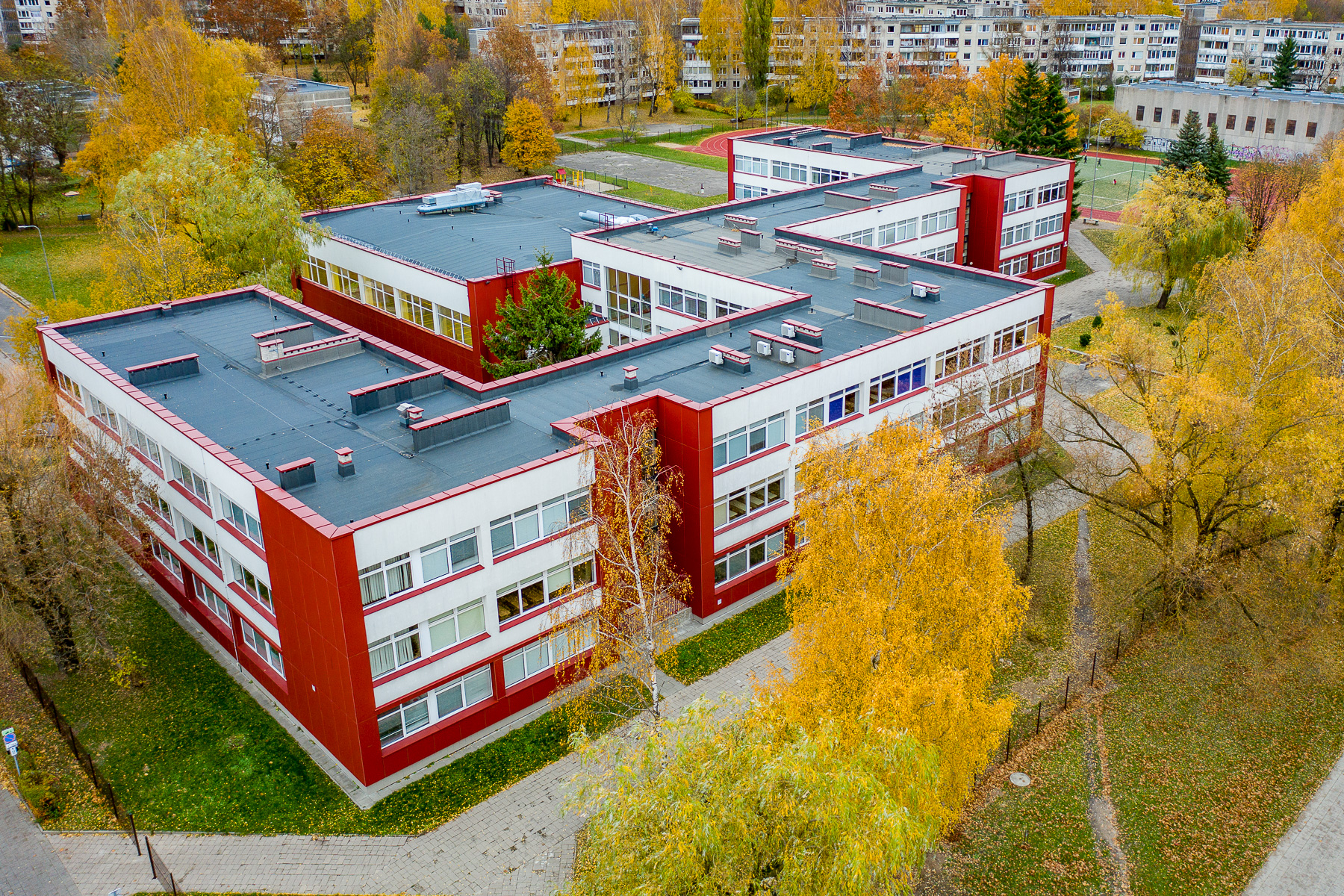
Karsawin-Schule
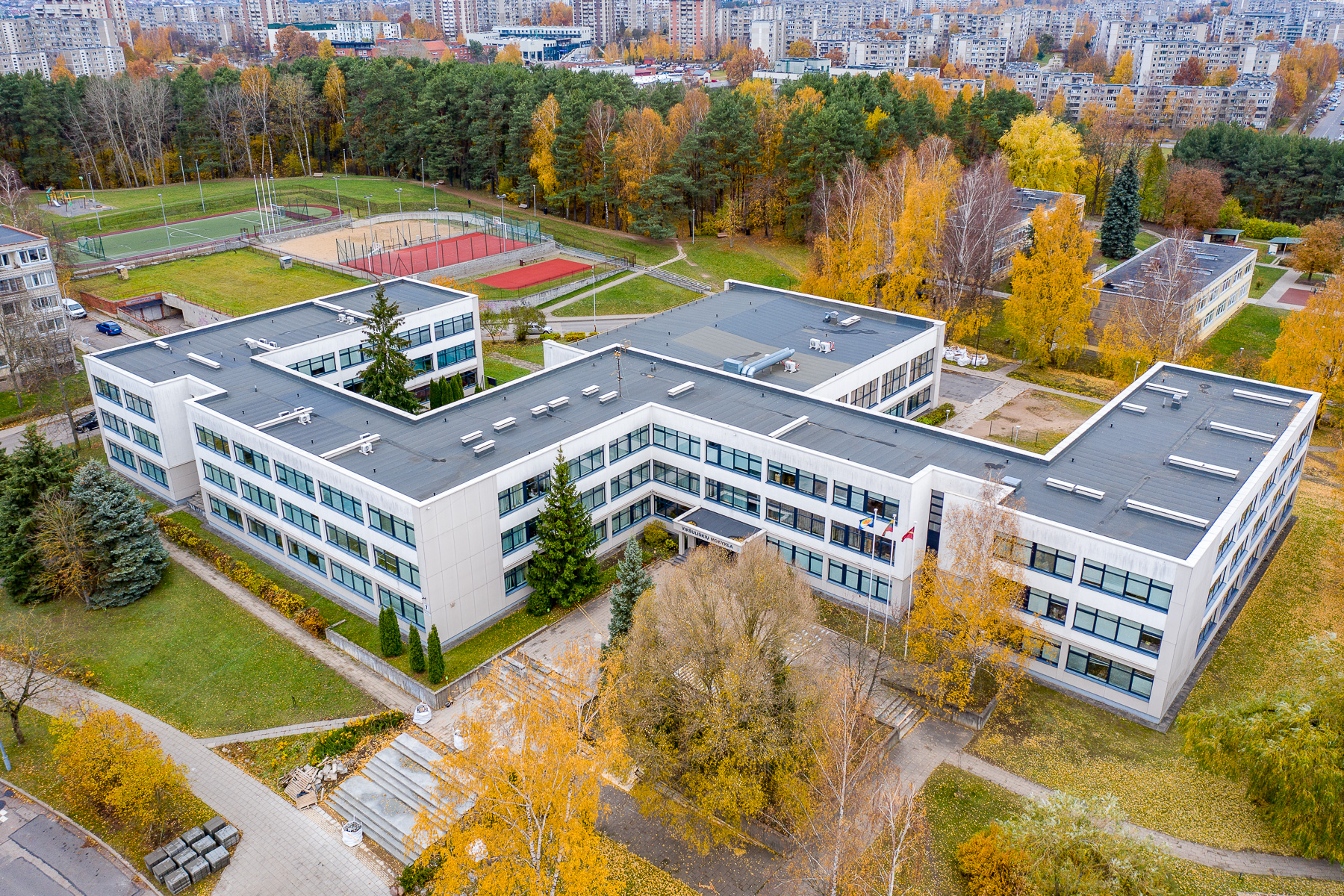
Hauptschule Viršuliškės
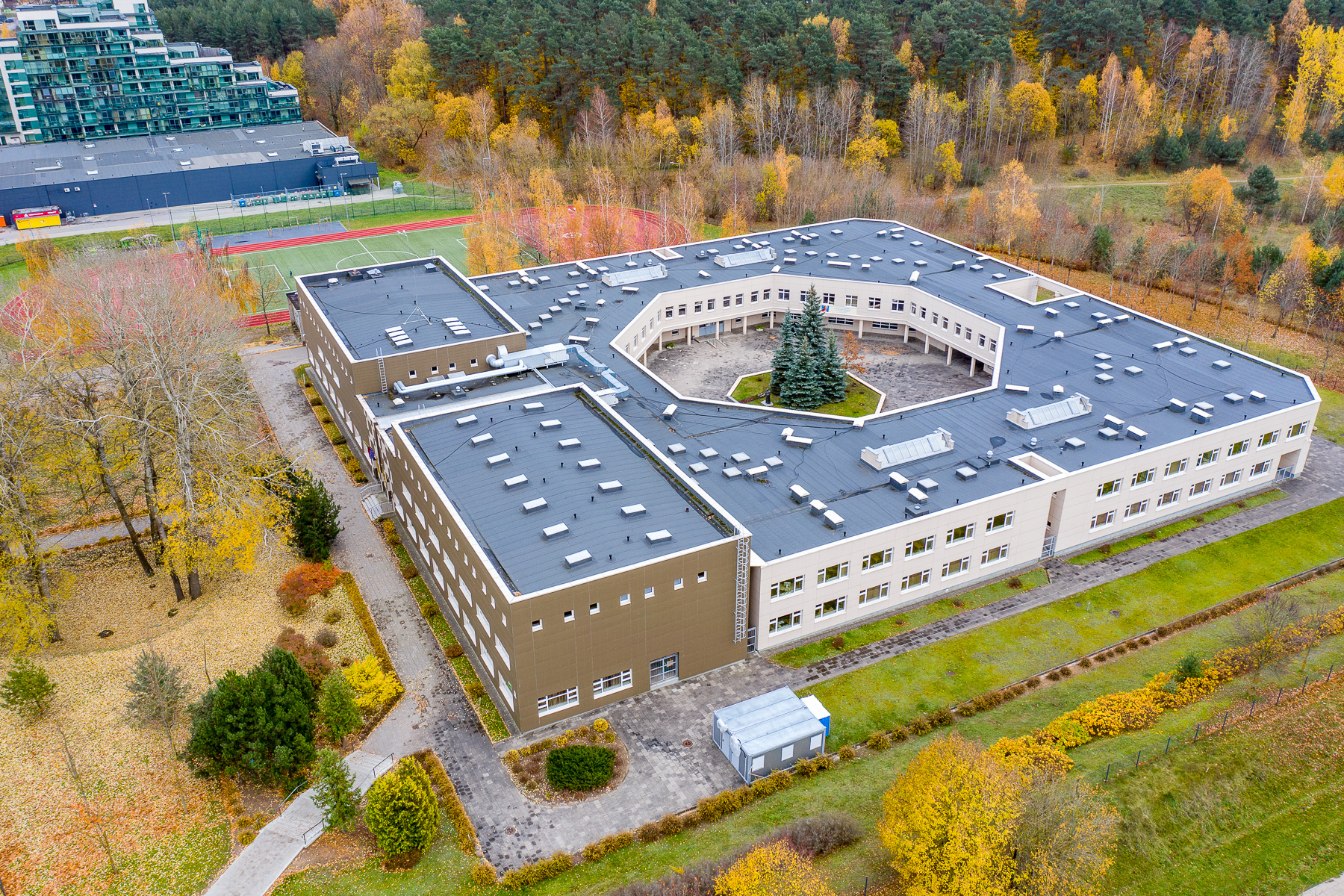
Polnisches Progymnasium